# 송유빈
송유빈(1998년 4월 28일 ~ )은 대한민국의 가수이다.
2017년부터 2019년까지 보이그룹 마이틴의 일원으로 활동했으며, PRODUCE X 101 참가를 계기로 2020년부터 2021년까지 김국헌과 함께 듀엣 그룹 비오브유의 멤버로 활동하였다.
2014년 슈퍼스타K 6, 2019년 PRODUCE X 101에 출전한 이력이 있다.

## 학력
- 대구동도초등학교 졸업
- 경신중학교 졸업
- 대구남산고등학교 전학
- 한림연예예술고등학교 연예과 졸업
- 동아방송예술대학교 실용음악학과 재학

## 음반

### 싱글
- "Give Me A Break" (2015, 플로 피처링 송유빈)
- "외치는 그 말" (2015, 달콤한 비밀 OST, 플로 피처링 송유빈)
- "흔한 이별" (2015, 냄새를 보는 소녀 OST, 김나영과 듀엣)
- "Over Tonight" (2015, 플로 피처링 송유빈)
- "아마도 이건" (2016, 굿바이 미스터 블랙 OST)
- "뼛속까지 너야" (2016, 디지털 싱글)
- "우연한 일들" (2016, 싸우자 귀신아 OST) (with 김소희)
- "Okay" (2016, 디지털 싱글) (with The Piano Guys)
- "The Common People" (2016, 긍정이 체질 OST) (with 류지현)
- "별빛이 쏟아지는 밤" (2017, 김과장 OST)
- "처음 하는 말" (2018, 김비서가 왜 그럴까 OST)
- "마지막편지" (2019, 로스타임라이프 The Last Chance OST)
- "다시 (Reload)" (2019, 쌉니다 천리마마트 OST OST)

## 출연

### 드라마
- 2019년 MBN/UMAX 《로스타임 라이프 : 더 라스트 찬스》 ... 김유건 역

### 방송
- 2014년 엠넷 《슈퍼스타K 6》
- 2018년 MBC 《미스터리 음악쇼 복면가왕》 - 노래 원탑 다보탑 (참가자)
- 2019년 엠넷 《PRODUCE X 101》 - 참가자 출연
- 2019년 MBC 《반반쇼》 - 고정 MC